# Тэмусин-ван (Когурё)
Король Тэмусин-ван (4-44 н. э., 18-44 н. э., прижизненное имя — Тэмусин) был третьим правителем раннефеодального корейского государства Когурё. Его правление отметилось огромной территориальной экспансией Когурё, за этот период были завоеваны несколько небольших государств и могущественное королевство Тонбуё.

## Биография
При рождении принцу дали имя Му Хёль, он стал третьим сыном короля Юри. В 11 лет он стал наследным принцем, так как предыдущий в очереди на престол покончил жизнь самоубийством, и стал королём после смерти своего отца четыре года спустя.
Тэмусин усилил централизацию Когурё и расширил его территорию. Он захватил королевство Тонбуё и убил его короля Тэсо в 22 году н. э. В 26 году н. э. он завоевал Гэма-гук вдоль реки Амнок и затем завоевал Гуда-гук.
Согласно легенде о принце Ходонге и принцессе Накранга, Дэмусин послал своего сына обмануть принцессу Накранга и уничтожить барабан, который предупредил бы их о грядущем вторжении.